# Mike Stulce
Mike Stulce, właśc. Michael Duane Stulce (ur. 14 lipca 1969 w Killeen) – amerykański lekkoatleta, specjalista pchnięcia kulą, mistrz olimpijski z Barcelony.
Studiował na Texas A&M University. Został wicemistrzem podczas mistrzostw świata juniorów w 1988 w Greater Sudbury. Zajął również 2. miejsce podczas uniwersjady w 1989 w Duisburgu. W 1990 pchnął w sezonie halowym kulę na odległość 21,49 m. W sezonie letnim miał wynik 21,82, ale został on unieważniony, kiedy u Stulce’a wykryto stosowanie niedozwolonych substancji. Otrzymał dwa lata dyskwalifikacji za doping. Kara skończyła mu się przed igrzyskami olimpijskimi w 1992 w Barcelonie. Na igrzyskach Stulce zdobył złoty medal pchnięciem na odległość 21,70 m. Wygrał także w pucharze świata w 1992 w Hawanie. 
Zwyciężył na halowych mistrzostwach świata w 1993 w Toronto wynikiem 21,27 m. W hali w tym roku ustanowił rekord życiowy pchnięciem na odległość 21,77 m. Na mistrzostwach świata w 1993 w Stuttgarcie zajął 3. miejsce, ale ponownie wykryto u niego środek dopingujący, wynik unieważniono, a Stulce został dożywotnio zdyskwalifikowany.
Był mistrzem Stanów Zjednoczonych w 1992, a także akademickim mistrzem USA (NCAA) w 1988 i 19892.